# 郭沛霖
郭沛霖（1809年—1859年），字仲濟，號雨三，湖北蕲水人，清代翰林、政治人物。

## 生平
郭沛霖生于嘉庆十四年（1809年）九月二十三日，為湖北黄州府蕲水县学优廪膳生。道光十五年乙未乡试举人，十八年（1838年）考中戊戌科進士，殿試位列第二甲第八名，選授翰林院庶吉士、編修。官至江蘇淮扬道，咸豐九年（1859年）死于太平軍之亂。追贈光祿寺卿。
平生著作豐富，搜辑成書者僅《日知堂文集》、《詩賦》各數卷。

## 延伸阅读
[在维基数据编辑]
 《清史稿·卷490》，出自趙爾巽《清史稿》